# مفصل سيفي قصي
المفصل السيفي القصي أو مفصل الرهابة (بالإنجليزية: xiphisternal joint)‏ أو الالتحام الغضروفي السيفي القصي (بالإنجليزية: xiphisternal synchondrosis)‏ هو منطقة في أسفل القص في مكان التقاء جسم عظم القص (بالإنجليزية: body of sternum)‏ مع الزائدة السيفية (بالإنجليزية: xiphoid process)‏ . هذا المفصل يمكن أن يبقى حتى منتصف العمر دون تصلب لكنه في العادة يتصلب ليكون التحاما عظميا (بالإنجليزية: synostosis)‏ بين جزئي عظم القص؛الجسم والزائدة السيفية . وهذا المفصل يقع على مستوى الفقرة الصدرية التاسعة (بالإنجليزية: T9 vertebra)‏.

## وصلات خارجية
- ( http://www.anatomyexpert.com/structure_detail/15231/ )